# Králky
Králky jsou přírodní památka severně od obce Lukov v okrese Zlín. Oblast spravuje Agentura ochrany přírody a krajiny ČR. Důvodem ochrany jsou skalní útvary, výrazně zachovaný celek psamiticko-psefitických soláňských vrstev magurského flyše, které náleží tektonickému pruhu antiklinálního pásma mysločovicko-trnavskému. Pískovcovo-slepencové lavice paleocenní až středně eocenního věku.